# Ruth Gabriel
Ruth Sánchez Bueno (San Fernando, Cadis, Andalusia; 10 de juliol de 1975), més coneguda com a Ruth Gabriel, és una actriu espanyola. Ha estat la protagonista de pel·lícules com Días contados o en sèries com Bandolera.

## Biografia

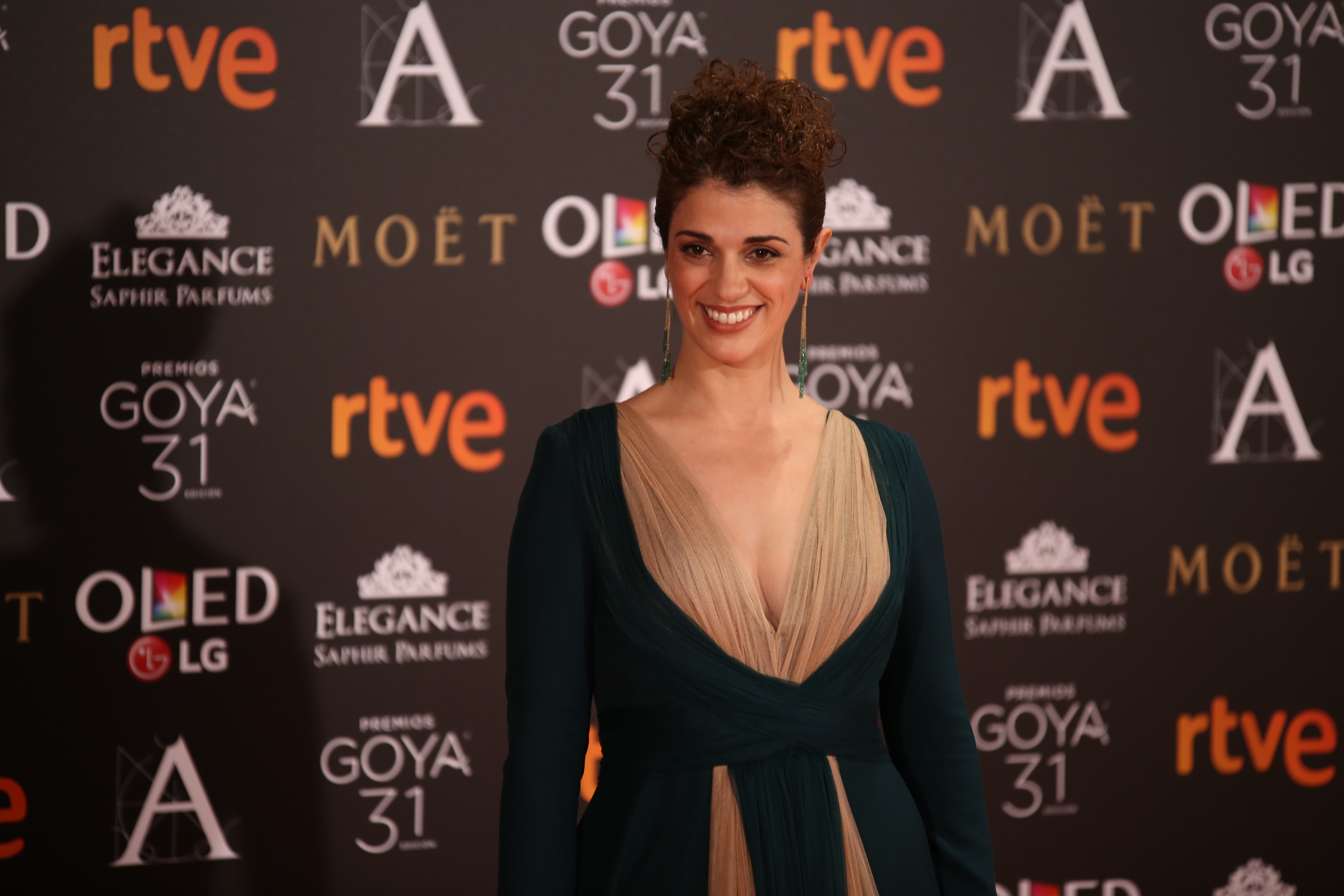
Ruth Gabriel als Premis Goya de 2017

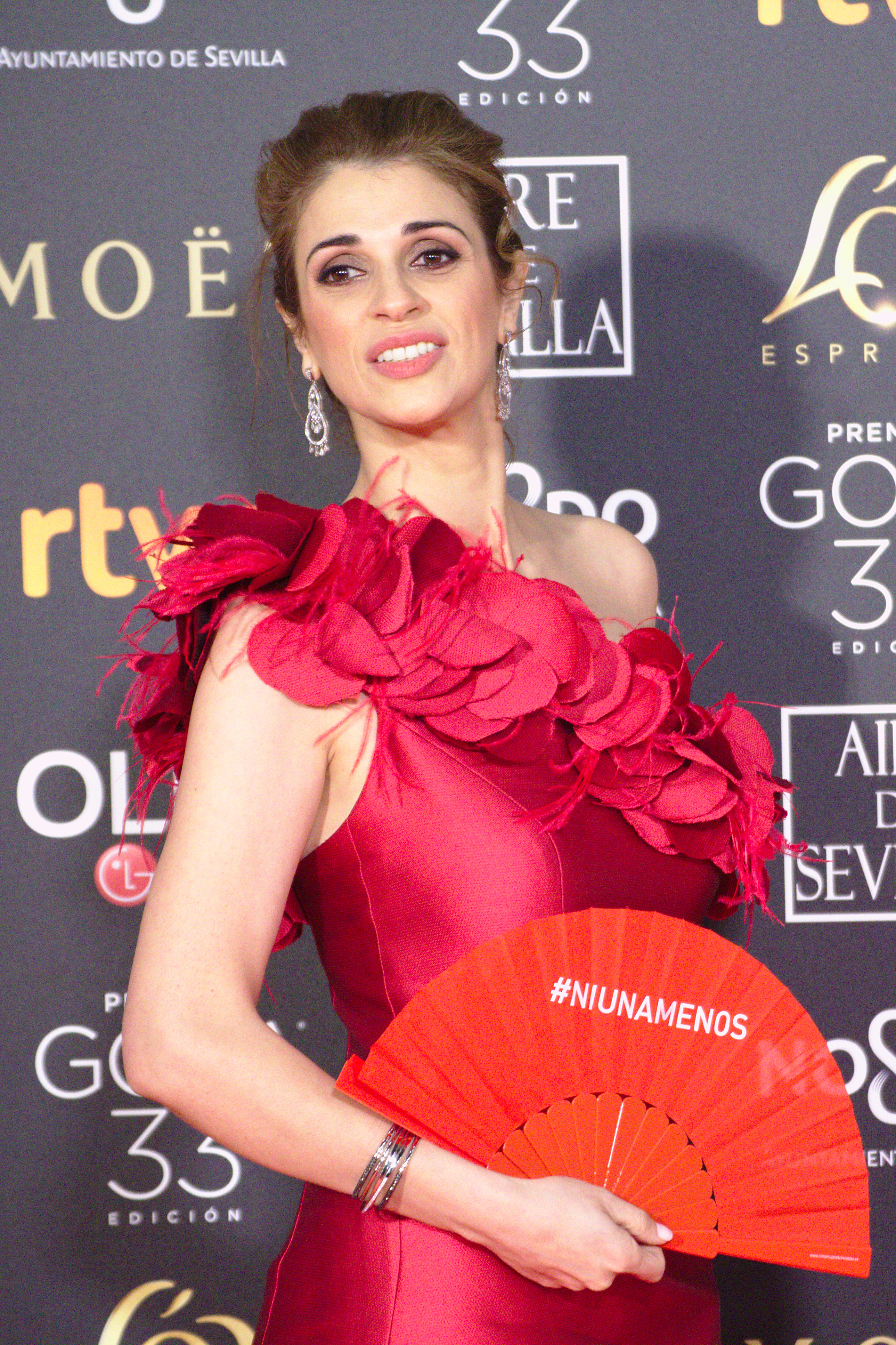
Ruth Gabriel als Premis Goya 2019

Ruth Gabriel va néixer a San Fernando, però va viure la seva infància a Madrid. El seu pare és l'actor Ismael Sánchez Abellán i la seva mare l'actriu i escriptora Ana María Bueno de la Peña, més coneguda com a Ana Rossetti.
El seu primer treball d'interpretació va ser als cinc anys, on va treballar amb el seu pare a La cometa blanca, i als nou anys a Barrio Sésamo (als crèdits com Ruth Abellán), entre 1984 i 1987.
Als catorze anys es va traslladar als Estats Units, on va cursar estudis d'interpretació. Va continuar estudiant a Florència, on la seva mare s'havia traslladat. De retorn a Madrid, va ampliar la seva formació artística amb classes de ball i d'esgrima, i va treballar com a go-go i cambrera.
Es va posar el nom de Ruth Gabriel quan va participar en la seva primera pel·lícula, Días contados (1994), d'Imanol Uribe. Per la seva actuació en aquesta cinta va rebre el Premi Goya a la millor actriu revelació, i va estar nominada com a actriu protagonista per al mateix premi.
Després va actuar a Sinais de fogo, del portuguès Luis Filipe Rocha; Gran Slalom, de Jaime Chávarri; i 99.9, d'Agustí Villaronga.
Va participar en la primera temporada de la sèrie Querido maestro, protagonitzada per Imanol Arias i Emma Suárez, entre 1997 i 1998. També va treballar a la sèrie El Comisario, des de 2008 fins a la seva cancel·lació el gener de 2009.

## Filmografia

### Cinema
- Beltenebros (1991), de Pilar Miró.
- Días contados (1994), d'Imanol Uribe.
- Felicidades, tovarich (1995), d'Antxon Ezeiza.
- Sinais de fogo (1995), de Luis Felipe Rocha.
- A tres bandas (1997), d'Enrico Coletti.
- 99.9 (1997), d'Agustí Villaronga.
- Doña Bárbara (1998), de Betty Kaplan.
- Sinfín (2002), d'Álvaro Olavarría i Alberto Ortiza.
- Besos de gato (2003), de Rafael Alcázar.
- Historia de Estrella (2003), de Manuel Estudillo.
- Lazos rotos (2007), de Miquel García Borda.
- La mujer de la fábrica de hielo com a Paula, (2008), de Vicente Pérez Herrero.
- El discípulo (2010), d'Emilio Ruiz Barrachina, com a María Magdalena.
- Zona hostil (2016)

### Televisió
- La cometa blanca (1982)
- Barrio Sésamo (1983-1987)
- Querido maestro (1997)
- Nostromo (1997)
- La Mari (2003) (minisèrie)
- El comisario (2008-2009)
- Bandolera (2011)
- Olmos y Robles (2015)
- Perdoname, Señor (2017)

### Teatre
- La casa de Bernarda Alba (2006), de Federico García Lorca.
- Verano (2012), de Jorge Roelas.[3]
- Una vida robada (2013-2014), d'Antonio Muñoz de Mesa.